# Syntechna tarasca
Syntechna tarasca är en insektsart som först beskrevs av Henri Saussure 1859.  Syntechna tarasca ingår i släktet Syntechna och familjen vårtbitare. Inga underarter finns listade i Catalogue of Life.